# 御台場

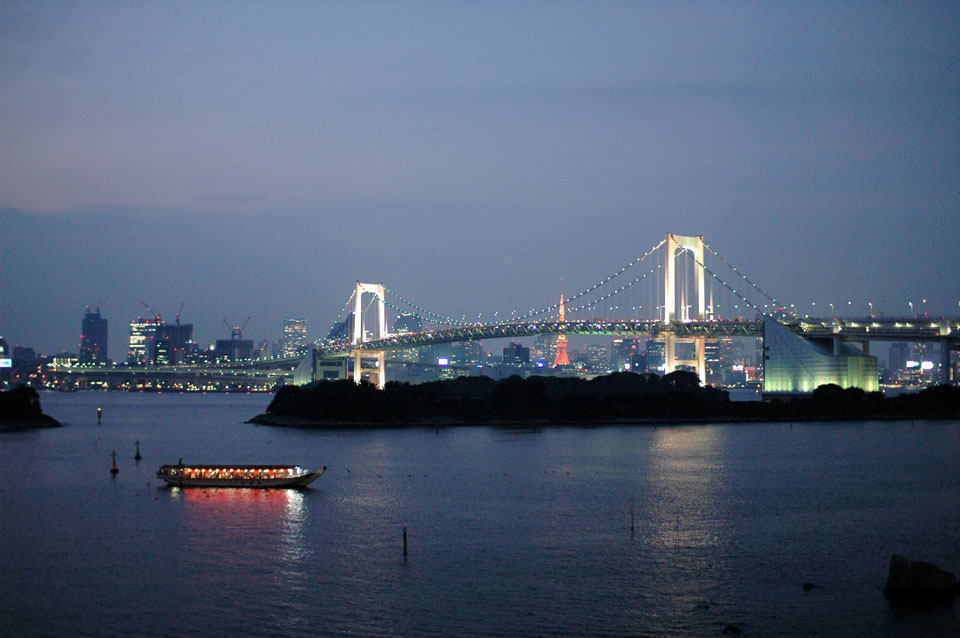
橫跨東京港，執台場進出樞紐的彩虹大橋。

調色板城大摩天輪（已拆卸）曾經是台場地區最受歡迎的地標之一。

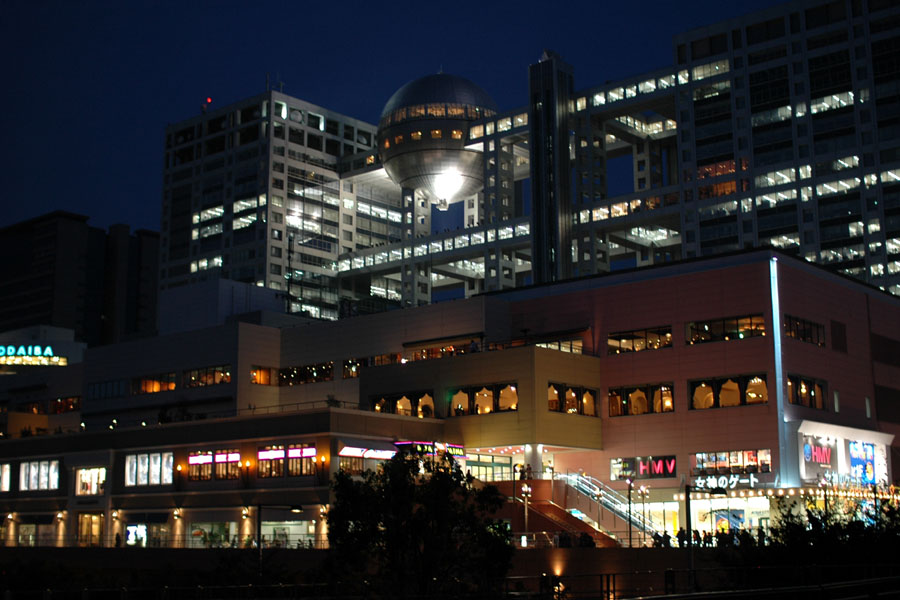
AQUA CiTY台場與其後方的富士電視台本社大樓。

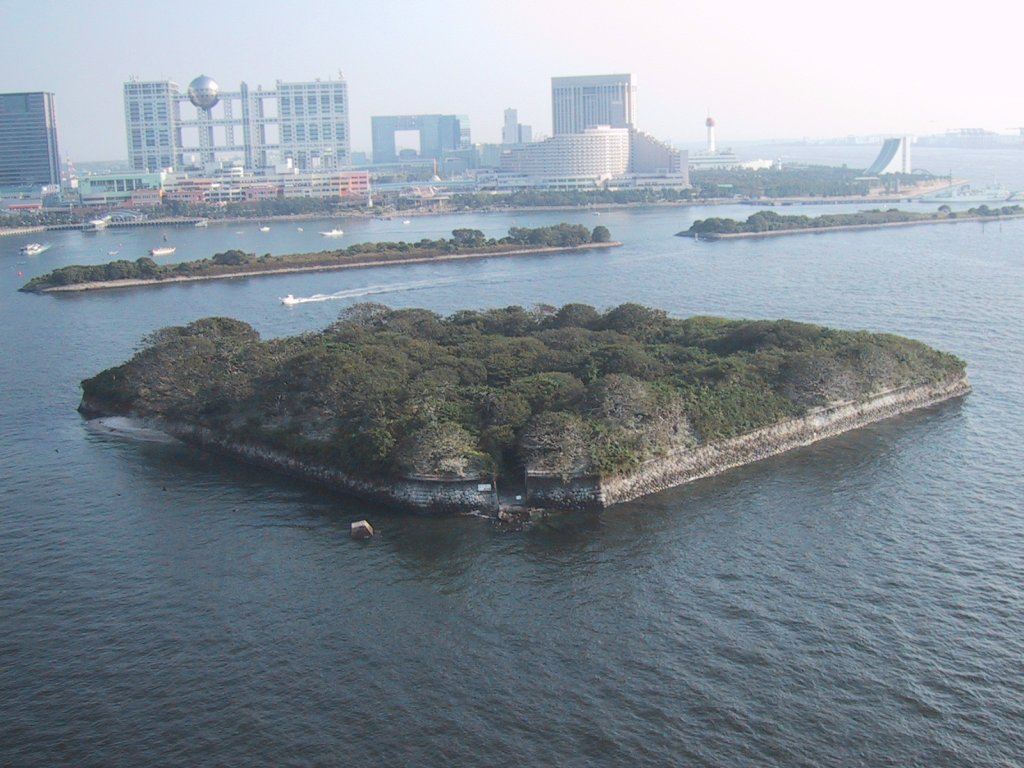
由彩虹大橋上鳥瞰，孤立在港中的第六台場

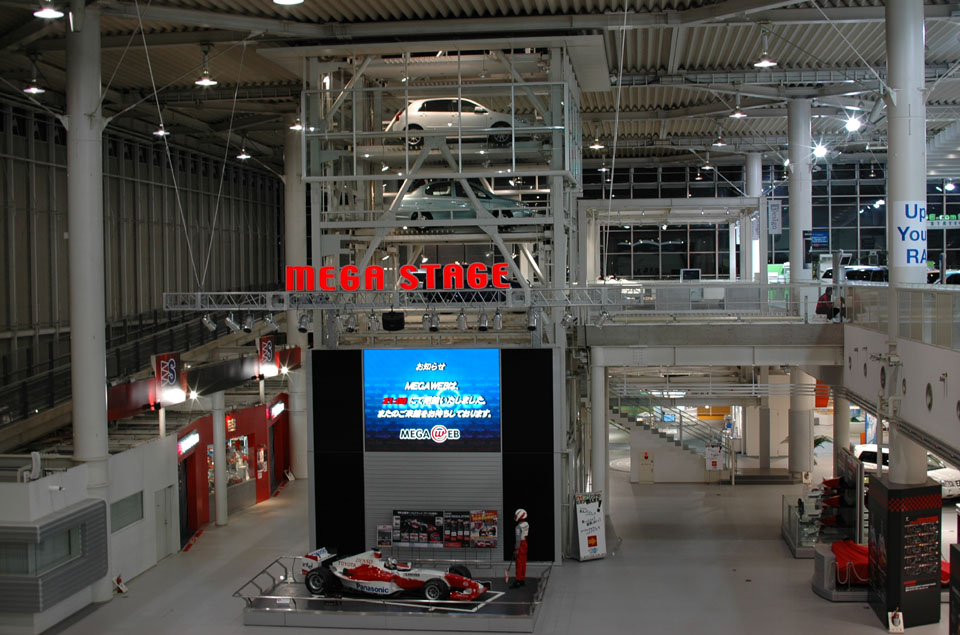
MEGA WEB（已拆卸）曾經是豐田汽車設立在台場的大型展示館，也是過去世界上最巨大的汽車展示間之一。

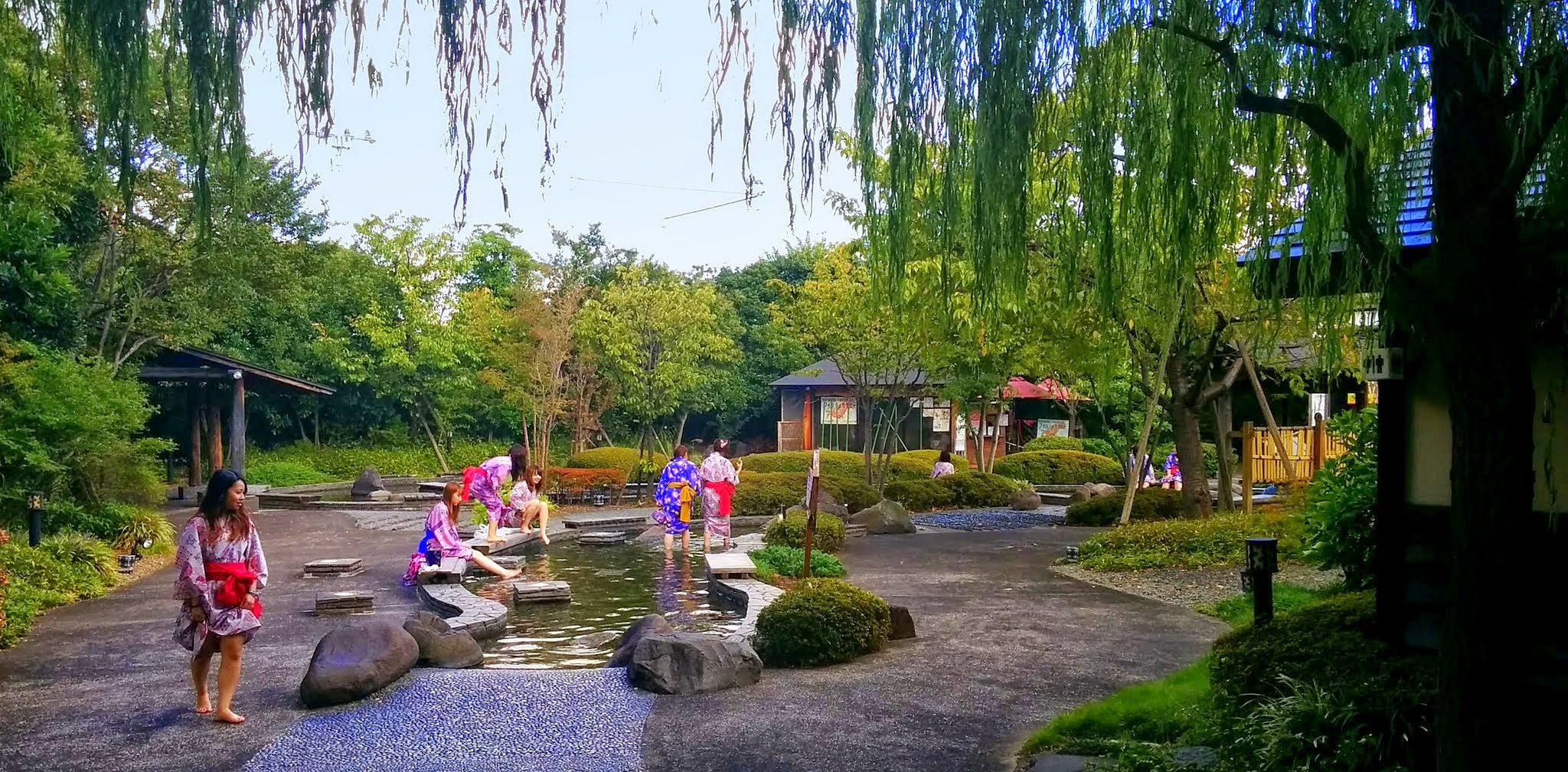
大江戶溫泉物語（已拆卸）

御台場（日语：／ Odaiba */?），或直接簡稱為台場，是日本東京灣內一座大型人工島，毗鄰東京港，屬於東京都內的新興發展區域。1990年代起，此地身為東京臨海副都心的核心地帶而快速開發；做為東京未來都市規劃的要角，由於區域內在1990年代後陸續遷入許多大型企業的總部，並且進駐許多採用現代規劃造景的商場與娛樂設施，近年來已成為東京都的重要景點之一。

## 歷史
御台場的名稱源自於「臺場」，原本是指江戶時代末期，幕府方面為了抵禦外人入侵，而在日本全國各地海濱所設置的砲台。在這許多的砲台之中，位於品川的東京灣水域所修築的一系列砲台是特別重要有名的，被稱為「品川台場」。當時江戶幕府原本打算在幕府中樞重地江戶外圍的觀音崎（位於神奈川縣橫須賀市）與富津（位於千葉縣富津市）之間建立防衛線，卻不料在1853年時被美國海軍准將馬修·佩里（Matthew C. Perry）所率領的四艘軍艦輕易突破而在浦賀（位於神奈川縣橫須賀市）登陸，打破日本長年來的鎖國政策，也就是著名的「黑船來航」事件。因為此事件的發生，激發了幕府方面的危機意識，因此特別委託了伊豆國田方郡韮山（今靜岡縣伊豆之國市韮山町）代官江川英龍（江川太郎左衛門），於同年起在東京灣內開始修築砲台。
江川當時投入了約75萬兩的金額，利用伊豆等地運來的石頭，與將品川御殿山鑿挖拆崩後所獲得的土砂，陸續完成多座以方形或五角形石牆圍繞住的西式砲台，稱為「台場」。其中，由於第四與第七台場並未真的完成，因此實際上建好的台場共有第一、二、三、五、六等5座（原本規劃是要建造11座），做為江戶的海上防線。
1940年（昭和15年）東京港開港。戰後為了應付大規模工業發展所產生的大量垃圾，當局開始在灣內覓地建立掩埋场（埋立地），其中，第13號掩埋場的北緣就是江戶時代所修築的台場，通稱「御台場」（お台場，這字在日文裡面是用作指特定事物的冠詞，因此意同於「那個台場」），第14號掩埋場就是著名的夢之島（夢の島），而第15號掩埋場則稱為新夢之島。
昭和30年代（1955年－1965年），東京灣進行了大規模的整頓，在這段期間第一、第五台場因為品川碼頭（品川埠頭）的修築而被拆除，第二台場也因會阻礙到主航道而遭拆除。第四台場的遺跡，位於今日的天王洲島（天王洲アイル）。剩餘的第三與第六台場則被日本政府指定為國家史蹟而殘留下來，其中第三台場變成與台場海濱公園（お台場海浜公園）連在一起的台場公園，第六台場則因為保存的理由禁止閒人進入，孤立在彩虹大橋底下變成鳥類棲息的樂園。
1990年代初期，在前東京都知事鈴木俊一的積極推動下，發起「東京臨海副都心」的開發計畫，並在1995年（平成7年）定案成為東京都第7個副都心計畫，隸屬港區的台場（台場1、2丁目）也包含在計畫用地範圍內。由於鈴木的奔走鼓吹，再加上對計畫於1996年3月開幕的世界都市博覽會有所期待，許多大企業紛紛投下重金，在此區域大興土木。不料鈴木在博覽會開幕不久前（1995年4月）的東京都知事選舉中落敗，反對繼續此計劃的青島幸男上任後立刻中止了博覽會的籌備，再加上泡沫經濟的崩潰，使得廠商紛紛抽手，開發到一半的台場地區頓時變成荒煙漫草的無人城。
1997年3月10日，富士電視台將總部從新宿區河田町搬遷到目前位於台場的富士電視台本社大樓，這棟由日本知名建築師丹下健三所設計、像是一架電視機般造型的大樓除了成為遊客絡繹不絕的觀光景點外，也帶動了更多廠商進駐台場的趨勢。由於台場地區經常被拿來作為日本連續劇的拍攝場地（尤其是彩虹大橋、調色板城大摩天輪等場景），透過日劇的播放，台場的美麗景緻不只廣為日本各地的電視觀眾所熟悉，甚至在像是台灣等經常播放日劇的地區，也同樣讓觀眾留下深刻印象。
最初於1996年局部通車，2002年延伸至JR山手線大崎站並全線通車的東京臨海高速鐵道臨海線（りんかい線），與1995年通車、以新橋站為端點站的百合海鷗號（ゆりかもめ），將台場與整個東京的主要鐵路與地下鐵系統串連在一起；加上早已興建、成為首都圈高速公路網一環的兩條高速公路，便利的交通刺激了更多的廠商與居民進駐。時任東京都知事的石原慎太郎曾提出將台場建設為賭城的構想，但由於日本目前的法律禁止賭博行為，因此在修法通過之前，這個提案還是只能停留在構思與討論的階段。
2017年，品川台場被選入續日本100名城。
2021年12月31日豐田汽車展示區關閉。
2022年3月27日維納斯廣場關閉，其他商場也將在政府的灣岸都市更新計畫日前陸續關閉拆除，摩天輪則會保留至2022年8月31日。
2025年初將完成灣岸都市更新。
關閉時間:
- メガウェブ：2021年12月31日
- Zepp Tokyo：022年1月1日
- 維納斯廣場：2022年3月27日
- 大摩天輪：2022年8月31日
- チームラボ ボーダレス：2022年8月31日

## 範圍

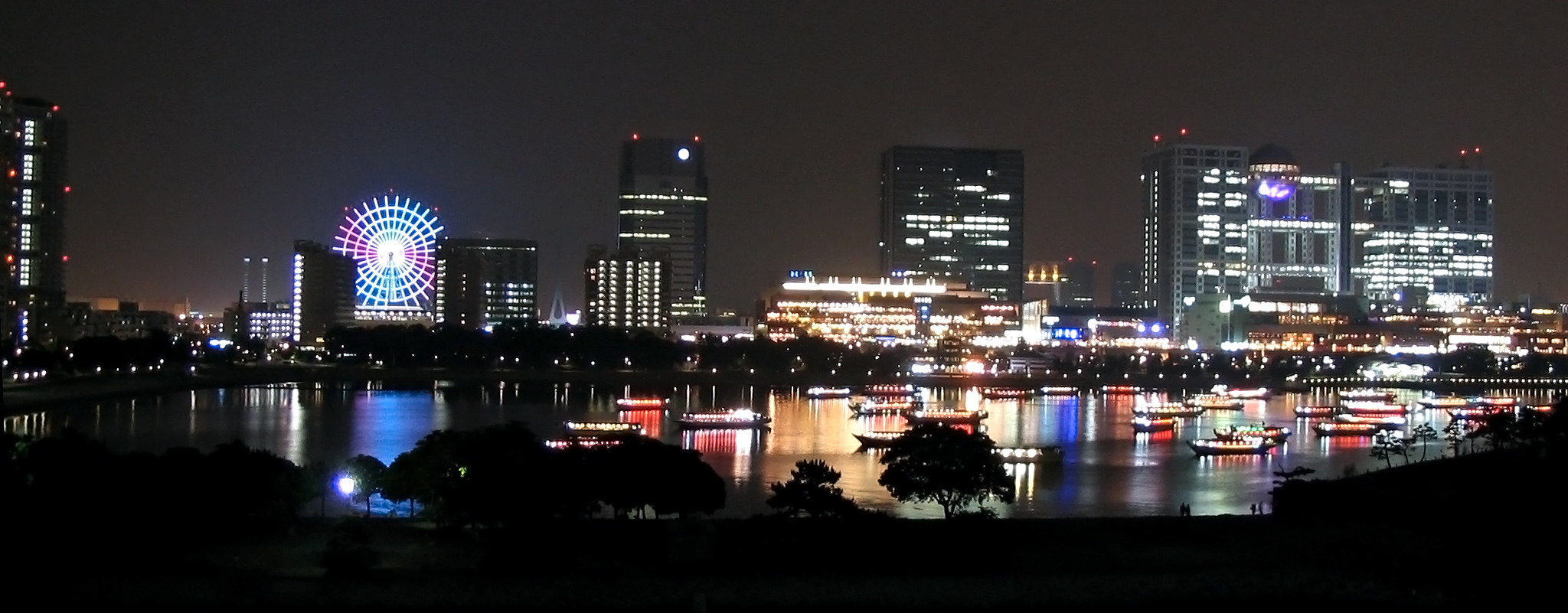
台場地區夜景

雖然嚴格來說，所謂的御台場原本僅專指隸屬於東京都港區之下的台場1、2丁目範圍。但一般而言，對於不了解東京行政區劃分方式的外來遊客來說，所謂的台場地區，大致上涵蓋了東京都轄下，包括港區台場、品川區東八潮、江東區青海與有明在內（過去稱為第13號掩埋場；）的人工造陸區域，也有許多人沿用「臨海副都心」這個通稱。

## 著名地標與設施
- 港區（台場）
  - 彩虹大橋（橫跨於港區芝浦與台場間）
  - 台場海濱公園
  - 台場公園與第三台場
  - 富士產經集團大樓（フジテレビ本社社屋）
  - 東京台場日航大酒店（日语：グランドニッコー東京 台場）（GRAND NIKKO TOKYO DAIBA；原名「美麗殿太平洋酒店」、「台場格蘭太平洋大酒店」）
  - 東京御台場希爾頓酒店（日语：ヒルトン東京お台場）（Hilton Tokyo Odaiba；原名「日航東京飯店」）
  - 自由女神像
  - 甲板城東京海灘（日语：デックス東京ビーチ）（；DECKS Tokyo Beach）：內有台場一丁目商店街與世嘉歡樂城（SEGA Joypolis）等遊憩設施。
  - 台場海洋城（アクアシティお台場；AQUACiTY Odaiba）
- 江東區（有明、青海）
  - 沈浸式主題設施（イマーシブ・フォート東京；Immersive Fort Tokyo）: 位於台場大型商場維納斯廣場舊址，善用原本商場內的歐式氛圍進行改裝，提供不同主題的體驗。
  - 豐田體育競技場 （トヨタアリーナ東京；Toyota Arena Tokyo）：由豐田汽車、豐田不動產、豐田Alvark東京共同開發的體育和娛樂設施，位於台場大型綜合設施調色板城舊址東側。預定於2025年6月完工，同年秋季開幕。
  - 台場購物廣場（ダイバーシティ東京；DiverCity Tokyo）：由三井不動產商業管理所經營的大型複合商業設施。
    - 台場高達

  - 富士電視台灣岸攝影棚（フジテレビ湾岸スタジオ）
  - 日本科學未來館
  - 東京灣岸警察署
  - 資訊港橋（テレポートブリッジ；Teleport Bridge）
  - 夢之大橋（夢の大橋）
  - 東京國際展示場（又稱「東京Big Sight」）
  - 電訊中心（テレコムセンター；Telecom Center）
  - 林原自然科學博物館
  - 有明網球之森公園（有明テニスの森公園）與有明競技場（有明コロシアム）
  - 东京国际交流馆：由獨立行政法人日本學生支援機構經營，整合了會議中心與留學生、學者宿舍的複合建築。又常被稱為「平成廣場」（Plaza平成）
  - 青海南埠頭公園（日语：青海南ふ頭公園）
- 品川區
  - 船之科學館（船の科学館）
  - 潮風公園

## 交通
要進出位於海灣中人工島上的台場，共有道路交通、軌道交通、水上交通等幾種基本型式，分列如下：
- 軌道交通
  - 東京臨海高速鐵道臨海線：服務於新木場至大崎間，路線中段橫貫台場地區；自大崎站起與JR埼京線相互直通運行，可直通澀谷、新宿、池袋等三大交通樞紐。
  - 東京臨海新交通臨海線：「新交通」在日文中指的是類似輕軌系統的高架膠輪捷運系統。相較於路線的正式名稱，暱稱「百合鷗號」（ゆりかもめ）比較為大多數人所熟悉。營運路線是從新橋經由彩虹大橋到島上的有明，之後持續延伸至豐洲。
  - 臨海高速鐵道國際展示場站與百合鷗號有明站間，可以進行近距離站外轉乘。

- 巴士
  - 東京都交通局都營巴士
    - 海01：門前仲町 - 東京電訊港站
    - 都05：東京站丸之内南口 - 東京Big Sight
    - 門19：門前仲町 - 東京Big Sight
    - 東16：東京站八重洲北口 - 東京Big Sight
    - 海01：門前仲町 - 東京電訊港站
    - 急行05：錦糸町站 - 日本科學未來館
    - 急行06：森下站 - 日本科學未來館
    - 波01：中央防波堤 - 東京電訊港站
    - 無編號：品川站港南口 - 東京電訊港站

  - 京濱急行巴士
    - 井30：大井町站 - 東京國際郵輪碼頭站
    - 井32：大井町站 - 台場站
    - 森30：大森站 - 東京國際郵輪碼頭站
    - 森40：大森站 - 東京國際郵輪碼頭站

  - KM觀光巴士（日语：ケイエム観光バス）
    - 台場彩虹巴士：品川站港南口 - （台場地區內循環）

  - 日之丸自動車興業（日语：日の丸自動車興業）
    - 東京灣穿梭巴士：日本科學未來館 - 東京電訊港站 - 日航東京酒店 - 日本科學未來館（循環）

- 水上交通

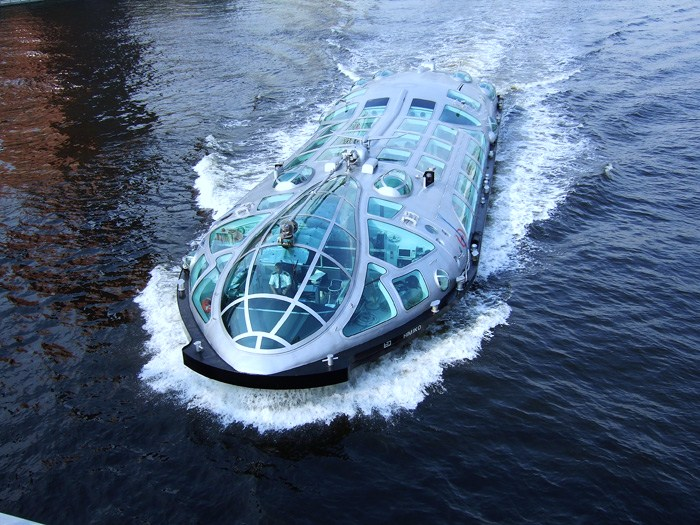
東京都觀光汽船

  - 東京都觀光汽船（日语：東京都観光汽船）（淺草 - 台場海濱公園、日之出棧橋（日语：日の出桟橋） - 台場海濱公園、其他）
  - 觀光汽船興業
    - URBAN LAUNCH（都市船塢Lalaport豐洲 - 台場海濱公園 - 芝浦島）

  - 東京都公園協會
    - 東京水邊線（日语：東京水辺ライン）（兩國 - 台場海濱公園、其他）

- 快速道路
  - 首都高速灣岸線
  - 首都高速台場線

此外，台場雖然不是必經道路，但羽田機場的航線在近鄰的江東區青海上空，加上區内東西向首都高速灣岸線以及東京港旅客、貨物船舶等形成龐大的交通量，在戶外時能感受到交通噪音。

## 以台場為舞台的作品
- 電影
  - 《棄寶之島：遙與魔法鏡》
  - 《哥吉拉vs戴斯特洛伊亞》（ゴジラvsデストロイア）
  - 《大搜查線THE MOVIE：灣岸署史上最惡之三日》（踊る大捜査線 THE MOVIE）
  - 《蠟筆小新：黑暗珠珠大追擊》（クレヨンしんちゃん 暗黒タマタマ大追跡）
  - 《哥吉拉×美加基拉斯 G消滅作戰》（ゴジラ×メガギラス G消滅作戦）
  - 《大搜查線THE MOVIE 2：封鎖彩虹橋》（踊る大捜査線 THE MOVIE 2 レインボーブリッジを封鎖せよ！）
  - 《超人力霸王高斯VS超人力霸王正義 THE FINAL BATTLE》（ウルトラマンコスモスVSウルトラマンジャスティス THE FINAL BATTLE）
  - 《烏龍派出所 UFO大逆襲！龍捲風大作戰！！》（こちら葛飾区亀有公園前派出所 THE MOVIE2 UFO襲来！トルネード大作戦!!）
- 電視劇
  - 《刑事搜查線（日语：はみだし刑事情熱系）》
  - 《大搜查線》
  - 《超人力霸王蓋亞》（ウルトラマンガイア）
  - 《超人力霸王馬克斯》（ウルトラマンマックス）
- 動畫
  - 《機動警察》（機動警察パトレイバー）
  - 《数码兽系列》
  - 《東京地震8.0》（東京マグニチュード8.0）
  - 《核爆末世錄》
  - 《Love Live! 虹咲學園學園偶像同好會》

- 其他
  - 《阿弖流為II世（日语：阿弖流為II世）》（漫畫，2000年）
  - 《東京灣景》（小說，2002年）
  - 《玫瑰塵行動（日语：Op.ローズダスト）》（小說，2003年）
  - 《TVJ（日语：TVJ）》（小說，2005年）
  - 《守護她的51種方法》（彼女を守る51の方法，漫畫，2005年）
  - 《緋彈的亞莉亞》（緋弾のアリア，輕小說，2008年）
- 遊戲
  - 《捉猴啦 百萬猴軍勁爆大出擊》（PlayStation 2，2006年）

此外，在掩埋場還沒開發為重劃區之前，包括《西部警察》、《假面騎士》（仮面ライダー）等電視劇都曾使用此地作為特技場景的外景拍攝地。

## 外部連結
- 東京御台場.net （页面存档备份，存于） （日語）
- 東京臨海副都心社區營造協議會 （页面存档备份，存于） （日語）

35°37′48″N 139°46′30″E / 35.63°N 139.775°E